# São João del-Rei
São João del-Rei là một đô thị thuộc bang Minas Gerais, Brasil. Đô thị này có diện tích 1463,593 km², dân số năm 2007 là 82954 người, mật độ 56,7 người/km².